# Joseph Pétot
Joseph Pétot (né le 26 janvier 1788 à Voulaines-les-Templiers et mort le 31 décembre 1861) était maître de forges et homme politique français, député de la Côte d'Or.

## Biographie

### Origines
Joseph Pétot est le fils d'Adrien Pétot (1762-1830), avocat en Parlement de Bourgogne, notaire royal, archiviste de l'ordre de Malte, puis maître de forges à Vanvey et maire de Voulaines-les-Templiers, et de Marie-Anne Rochet. Sa famille maternelle originaire de Franche-Comté travaille dans l'industrie du fer depuis plus de trois siècles possédant des forges dans le Doubs, la Haute-Saône, le Jura et la Côte-d'Or. Sa famille paternelle s'est élevé grâce au service des chevaliers de Malte au grand prieuré de Champagne.

### Mariage et Enfants
Il épouse le 15 juillet 1817 à Lignerolles Victoire Maître (1788-1825), fille de Jean Maître, maître de forges, et d'Anne Mathieu, qui meurt prématurément lui laissant une fille Louise (1820-1877) qui épousera son cousin germain Joseph Bouguéret, maître des forges.

### Carrière
- Propriétaire exploitant de l'usine de fer de Veuxhaulles-sur-Aube acquise en 1815.
- Acquéreur du château de Voulaines-les-Templiers en 1825 qu'il fit reconstruire.
- Commanditaire en 1845 dans la compagnie des forges de Châtillon-Commentry.

Il fit construire à ses frais l'école de jeunes filles de Voulaines, qu'il donna à la commune à charge de rester une école. En 2004, ses descendants renoncent à reprendre les bâtiments qui deviennent la nouvelle mairie.

### Mandats politiques
- Maire de Voulaines-les-Templiers
- Conseiller d'arrondissement de Châtillon-sur-Seine (juil 1828- nov 1830)
- Conseiller général pour la canton d'Aignay-le-Duc (1830-1833)
- Conseiller général pour le canton de Recey-sur-Ource (1838-1848)
- Vice-président du Conseil général de la Côte-d'Or (1844-1845)
- Député de la Côte-d'Or 1834 à 1842, il fut successivement élu député du 5e collège de la Côte-d'Or (Châtillon), le 21 juin 1834, par 89 voix (141 votants, 178 inscrits) contre 25 à M. Philippon, le 4 novembre 1837, par 90 (162 votants, 227 inscrits) et le 2 mars 1839, par 131 voix (225 votants). Ministériel fidèle, il vota pour la dotation du duc de Nemours, pour les fortifications de Paris, pour le recensement, contre l'adjonction de capacités, contre les incompatibilités, et quitta le parlement aux élections générales de 1842.

## Sources
- « Joseph Pétot », dans Adolphe Robert et Gaston Cougny, Dictionnaire des parlementaires français, Edgar Bourloton, 1889-1891 [détail de l’édition]